# Alfred Kleindienst
Alfred Kleindienst (* 4. Novemberjul. / 16. November 1893greg. in Luzk, Russisches Kaiserreich; † 23. November 1978 in Augsburg) war ein evangelisch-lutherischer Geistlicher und Leiter der Lodscher Evangelischen Kirche.

## Leben
Kleindienst studierte von 1912 bis 1916 Theologie an der Kaiserlichen Universität Dorpat, wurde 1917 Vikar in Zarskoje Selo und am 17. April 1918 in Moskau ordiniert. Von 1918 bis 1921 amtierte er als Pfarrer in Galka an der Wolga, kehrte dann in seine Heimatgemeinde Luzk zurück und war dort bis Oktober 1938 Pfarrer. Seine Tätigkeit für den Wiederaufbau nach dem Ersten Weltkrieg erstreckte sich über die gesamte deutsch-evangelische Volksgruppe in Polnisch-Wolhynien. Die evangelisch-theologische Fakultät der Universität Breslau verlieh ihm hierfür 1936 die Ehrendoktorwürde.
1935 rief Kleindienst die Arbeitsgemeinschaft deutscher Pastoren innerhalb der augsburgischen Kirche in Polen ins Leben und übernahm ihren Vorsitz. Den Mittelpunkt der Gruppe bildete die Łódźer Konferenz, die sich insbesondere gegen die Polonisierungsbestrebungen des polnischen Staates und des polnischen Landesbischofs Juliusz Bursche wandte. 1936 erließ Staatspräsident Ignacy Mościcki per Dekret und ohne Mitbestimmung der Gemeinden ein neues Kirchengesetz für die evangelisch-augsburgische Kirche, das dem deutschen Mehrheitsanteil die Gleichstellung verweigerte und explizit antideutsche Bestimmungen enthielt. Die gesamte augsburgische Kirche wurde unter staatliche Aufsicht gestellt. Als Kleindienst die Opposition gegen das Gesetz organisierte, ließ Bursche ihm in Verbindung mit den Wojwodschaftsbeamten wegen eines „Formfehlers“ die polnische Staatsbürgerschaft aberkennen. Im Februar 1939 musste er Luzk verlassen. Er ließ sich in Warschau nieder und wurde als „nicht polnischer Staatsbürger“ von der Liste der Pastoren der augsburgischen Kirche gestrichen.
Als nach dem Einmarsch der deutschen Truppen und Besetzung Polens im September 1939 eine selbständige Lodscher (Litzmannstädter) Evangelische Kirche mit eigenem Konsistorium entstand, beauftragte das Kirchliche Außenamt Kleindienst mit ihrer Leitung. Trotzdem erwies er sich als Gegner des Nationalsozialismus, wandte sich gegen die antikirchlichen Angriffe des Gauleiters Arthur Greiser und seiner Vertreter und trat selbst für Juliusz Bursche und die in Konzentrationslager eingewiesenen polnischen Pastoren ein. Nach dem Krieg wurde er auf eine Denunziation von fünf polnischen Pfarrern hin, die behaupteten, sie seien seinetwegen in einem KZ interniert worden, von den amerikanischen Behörden verhaftet und an Polen ausgeliefert. Interventionen von Landesbischof Theophil Wurm, dem Erzbischof von Canterbury und anderen blieben zunächst erfolglos. Erst am 21. Mai 1948 wurde Kleindienst vom Bezirksgericht in Łódź von den Beschuldigungen freigesprochen. Er ging nach Bayern und wirkte von 1949 bis 1959 als Pfarrer in Augsburg. Das bayerische Konsistorium verlieh ihm den Titel eines Kirchenrats. 1959 trat er in den Ruhestand. Er starb im November 1978 in Augsburg und wurde auf dem dortigen protestantischen Friedhof beigesetzt.